# Campionatul Mondial de Fotbal 1994
Campionatul Mondial de Fotbal 1994, ediția cu numărul 15 a turneului, s-a ținut în Statele Unite ale Americii, din 17 iunie până în 17 iulie 1994. FIFA le-a ales pe Statele Unite ale Americii ca gazde în iulie 1988. Brazilia a devenit atunci prima țară care a câștigat patru trofee de Campionat Mondial, după ce a depășit Italia în finală cu 3-2, după executarea loviturilor de departajare. După prelungiri scorul era 0-0, așa că a fost prima finală de C.M. din istorie decisă la penaltyuri.
Media de spectatori pentru întregul turneu a fost de 69.000, în timp ce numărul total de spectatori a fost 3,6 milioane. CM 1994 deține recordul de număr de spectatori din istoria competiției. Deține de asemenea recordul de număr de spectatori în istoria Statelor Unite ale Americii între evenimentele sportive dedicate unui singur sport.
La CM 1994 România a înregistrat cea mai bună performanță a ei de până acum, atingerea sferturilor de finală.

## Echipele calificate

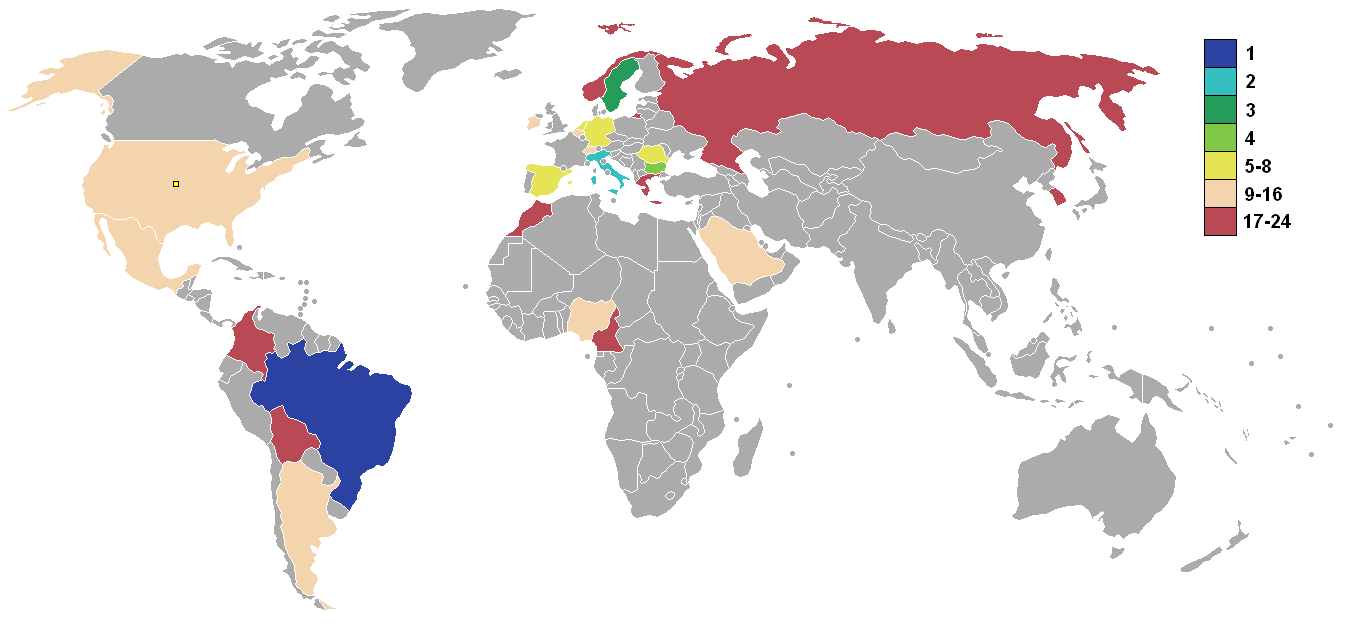
Echipele calificate

Grecia, Nigeria și Arabia Saudită s-au calificat atunci în premieră la un turneu final. S-a calificat de asemenea Rusia, care a participat la CM pentru prima dată după destrămarea Uniunii Sovietice. Campioana en-titre, Germania de Vest, se unise cu Germania de Est, reprezentând culorile Germaniei unite pentru prima dată după CM 1938. Mulțumită evoluțiilor bune ale echipelor africane la CM 1990, Africa a primit trei locuri pentru prima dată în istoria competiției, Nigeriei alăturându-i-se Camerun și Maroc. Pe de altă parte, pentru prima, și până acum singura dată, nici o echipă din Regatul Unit nu a participat la competiție, de când și-au început participările în 1950. România s-a calificat atunci pentru a doua oară consecutiv la un Campionat Mondial, a șasea participare în total.

## Sumar

Mascota SUA '94

Decizia FIFA de a organiza evenimentul în Statele Unite ale Americii, în detrimentul Marocului și Braziliei, i-a surprins pe cei care considerau că fotbalul european nu se bucura de mulți suporteri în State. FIFA a sperat că prin această decizie va mări numărul de fani ai „soccer”-ului in S.U.A. (o condiție pusă de FIFA a fost organizarea unei competiții profesioniste de fotbal în Statele Unite, astfel încât Major League Soccer a fost creată în 1996). În ciuda așteptărilor unora, din punct de vedere al numărului de spectatori competiția a fost un succes imens. Media de 69.000 de spectatori a doborât un record ce fusese stabilit în 1950, mulțumită capacității superioare a stadioanelor din S.U.A. față de cele din Europa și America de Sud. Recordul de 3,6 milioane de spectatori rămâne valabil și astăzi, în ciuda schimbării formatului competiției pentru includerea a 32 de echipe în loc de 24.
Pentru CM 1994 formatul competiției a rămas același ca cel din 1990: 24 de echipe calificate, împărțite în șase grupe a câte patru. 16 echipe se calificau în faza eliminatorie a competiției: cele șase câștigătoare ale grupelor, cele șase echipe de pe locul 2, precum și echipele de pe locul 3 cu cele mai bune rezultate. A fost ultima oară când s-a folosit acest format, deoarece în 1998 s-a trecut la sistemul cu 32 de echipe. A fost prima ediție de Campionat Mondial în care câștigătoarea a primit 3 puncte în loc de 2 pentru victorie, FIFA sperând să încurajeze fotbalul ofensiv, după cel defensiv arătat patru ani mai devreme.
La acest turneu Diego Maradona și-a încheiat participările la Campionate Mondiale. Eroul din 1986, care a condus Argentina spre al doilea său titlu mondial din istorie, a fost expulzat din turneu după ce a picat la un test de dopaj. O poveste tragică este cea a columbianului Andrés Escobar, care în meciul din grupe împotriva Statelor Unite a marcat un autogol, echipa sa pierzând în final cu 2-1 și fiind astfel eliminată din turneu. Când Escobar s-a întors în Columbia, a fost împușcat mortal în fața unui bar dintr-o suburbie a Medellínului, la numai 10 zile după meci.
Brazilia și Italia, pe atunci triple campioane mondiale, s-au întâlnit în finală. Brazilia s-a arătat mai sigură pe sine pe parcursul turneului, învingând Statele Unite, Țările de Jos și Suedia (a fost al doilea meci cu suedezii, primul încheindu-se în grupe cu 1-1) în faza eliminatorie. În cadrul grupelor echipa Italiei a suferit ca să se califice, pierzând cu 1-0 meciul cu Irlanda. Roberto Baggio, de la care lumea se aștepta să fie protagonistul echipei, nu marcase nici un gol. Spre sfârșitul meciului din optimi cu Nigeria, Italia era condusă cu 1-0, dar Baggio a reușit să marcheze cu trei minute înainte de final, ducând meciul în prelungiri. Acolo a marcat din nou, transformând un penalty. A înscris un nou gol al victoriei în sferturile de finală cu Spania, și ambele goluri ale victoriei italiene cu Bulgaria în finală.
Meciul final de la Rose Bowl a fost unul tensionat, dar cu puține ocazii de gol. În ciuda tacticilor FIFA de a promova jocul ofensiv, ambele echipe au fost precaute. După 120 de minute lipsite de gol, Campionatul Mondial avea să fie decis pentru prima dată în istorie prin executarea loviturilor de la 11 m. După primele patru runde, Brazilia conducea cu 3-2, și Roberto Baggio, jucând accidentat, trebuia să marcheze pentru a menține Italia în cursă. A tras însă peste poartă, și Brazilia a devenit campioană. Una din imaginile memorabile ale turneului a fost Baggio stând în fața porții, cu mâinile pe șolduri și necrezându-și ochilor.
Finala mică s-a jucat între Suedia, echipa cu cele mai multe goluri marcate în cadrul turneului, și Bulgaria, care conta pe golgeterul Hristo Stoicikov. Suedia a câștigat meciul în mod detașat, cu 4-0. Suedezul Thomas Brolin a fost ales în echipa turneului.
Gheata de Aur a competiției a fost împărțită între Hristo Stoicikov, cel care a condus echipa Bulgariei spre o victorie împotriva fostei campioane Germania, și rusul Oleg Salenko, care a înscris nu mai puțin de cinci goluri în meciul de grupe cu Camerun. Amândoi jucătorii au marcat 6 goluri în total. Brazilianul Romário, care a înscris cinci goluri, a câștigat Balonul de Aur, fiind desemnat cel mai bun jucător al competiției. Gheorghe Hagi a fost ales ca mijlocaș în echipa turneului, în timp ce Florin Răducioiu a fost unul dintre golgeterii competiției, cu patru goluri marcate.

## Loturi
Pentru mai multe detalii, vedeți Loturile pentru Campionatul Mondial de Fotbal 1994.
Loturile de la Campionatul Mondial de Fotbal 1994 conțineau 3 portari și 19 jucători de câmp, în total 22 de fotbaliști.

## Arbitri
| Africa - Lim Kee Chong - Neji Jouini America de Nord - Arturo Angeles - Rodrigo Badilla - Arturo Brizio Carter America de Sud - José Torres Cadena - Ernesto Filippi - Francisco Lamolina - Renato Marsiglia - Alberto Tejada Asia - Jamal Al Sharif - Ali Bujsaim | Europa - Fabio Baldas - Manuel Díaz Vega - Philip Don - Bo Karlsson - Hellmut Krug - Leslie Mottram - Peter Mikkelsen - Pierluigi Pairetto - Sándor Puhl - Joël Quiniou - Kurt Röthlisberger - Mario van der Ende |

## Faza grupelor

### Grupa A
Grupa A va rămâne în istorie pentru două momente marcante în istoria fotbalului mondial. Primul a fost meciul dintre Statele Unite și Elveția, acesta fiind primul meci disputat în interior, fiind jucat sub acoperișul Pontiac Silverdome. Al doilea a fost asasinarea fundașului columbian Andrés Escobar - a fost împușcat mortal la întoarcerea sa în Columbia, după autogolul ce a contribuit la eliminarea țării sale din turneu.
Victoriile împotriva Columbiei și Statele Unite ale Americii (în fața unui stadion cu 93.869 de spectatori), au fost suficiente pentru ca România să obțină locul 1 în grupă, deși între cele două victorii a fost demolată de Elveția cu scorul de 4 la 1. Scorul cu care elvețieni au obținut victoria în meciul cu România a fost deajuns pentru a-i plasa pe poziția secundă în grupă înaitea gazdelor. SUA a obținut calificarea pentru optimi deoarece era una dintre cele mai bine clasate naționale de pe locul 3.
| Loc | Echipa        | M | V | E | Î | GM | GP | G  | Pct. |
| --- | ------------- | - | - | - | - | -- | -- | -- | ---- |
| 1.  | România       | 3 | 2 | 0 | 1 | 5  | 5  | 0  | 6    |
| 2.  | Elveția       | 3 | 1 | 1 | 1 | 5  | 4  | +1 | 4    |
| 3.  | Statele Unite | 3 | 1 | 1 | 1 | 3  | 3  | 0  | 4    |
| 4.  | Columbia      | 3 | 1 | 0 | 2 | 4  | 5  | -1 | 3    |

| Statele Unite | 1 – 1   | Elveția   |
| ------------- | ------- | --------- |
| Wynalda 45'   | Cronica | Bregy 39' |

| Columbia     | 1 – 3   | România                    |
| ------------ | ------- | -------------------------- |
| Valencia 43' | Cronica | Răducioiu 16' 89' Hagi 34' |

| România  | 1 – 4   | Elveția                               |
| -------- | ------- | ------------------------------------- |
| Hagi 36' | Cronica | Sutter 16' Chapuisat 53' Knup 66' 72' |

| Statele Unite                     | 2 – 1   | Columbia     |
| --------------------------------- | ------- | ------------ |
| Escobar 34' (autogol) Stewart 52' | Cronica | Valencia 89' |

| Elveția | 0 – 2   | Columbia               |
| ------- | ------- | ---------------------- |
|         | Cronica | Gaviria 44' Lozano 89' |

| Statele Unite | 0 – 1   | România      |
| ------------- | ------- | ------------ |
|               | Cronica | Petrescu 17' |

### Grupa B
| Loc | Echipa   | M | V | E | Î | GM | GP | G  | Pct. |
| --- | -------- | - | - | - | - | -- | -- | -- | ---- |
| 1.  | Brazilia | 3 | 2 | 1 | 0 | 6  | 1  | +5 | 7    |
| 2.  | Suedia   | 3 | 1 | 2 | 0 | 6  | 4  | +2 | 5    |
| 3.  | Rusia    | 3 | 1 | 0 | 2 | 7  | 6  | +1 | 3    |
| 4.  | Camerun  | 3 | 0 | 1 | 2 | 3  | 11 | -8 | 1    |

| Camerun                 | 2 – 2   | Suedia              |
| ----------------------- | ------- | ------------------- |
| Embé 31' Omam-Biyik 47' | Cronica | Ljung 8' Dahlin 75' |

| Brazilia                   | 2 – 0   | Rusia |
| -------------------------- | ------- | ----- |
| Romário 26' Raí 52' (pen.) | Cronica |       |

| Brazilia                                 | 3 – 0   | Camerun |
| ---------------------------------------- | ------- | ------- |
| Romário 39' Márcio Santos 66' Bebeto 73' | Cronica |         |

| Suedia                           | 3 – 1   | Rusia             |
| -------------------------------- | ------- | ----------------- |
| Brolin 37' (pen.) Dahlin 59' 81' | Cronica | Salenko 4' (pen.) |

| Rusia                                            | 6 – 1   | Camerun   |
| ------------------------------------------------ | ------- | --------- |
| Salenko 15' 41' 44' (pen.) 72' 75' Radchenko 81' | Cronica | Milla 46' |

| Brazilia    | 1 – 1   | Suedia           |
| ----------- | ------- | ---------------- |
| Romário 46' | Cronica | K. Andersson 23' |

### Grupa C
| Loc | Echipa        | M | V | E | Î | GM | GP | G  | Pct. |
| --- | ------------- | - | - | - | - | -- | -- | -- | ---- |
| 1.  | Germania      | 3 | 2 | 1 | 0 | 5  | 3  | +2 | 7    |
| 2.  | Spania        | 3 | 1 | 2 | 0 | 6  | 4  | +2 | 5    |
| 3.  | Coreea de Sud | 3 | 0 | 2 | 1 | 4  | 5  | -1 | 2    |
| 4.  | Bolivia       | 3 | 0 | 1 | 2 | 1  | 4  | -3 | 1    |

| Germania      | 1 – 0   | Bolivia |
| ------------- | ------- | ------- |
| Klinsmann 61' | Cronica |         |

| Spania                     | 2 – 2   | Coreea de Sud                      |
| -------------------------- | ------- | ---------------------------------- |
| Salinas 51' Goikoetxea 55' | Cronica | Hong Myung-Bo 85' Seo Jung-Won 90' |

| Germania      | 1 – 1   | Spania         |
| ------------- | ------- | -------------- |
| Klinsmann 48' | Cronica | Goikoetxea 14' |

| Coreea de Sud | 0 – 0   | Bolivia |
| ------------- | ------- | ------- |
|               | Cronica |         |

| Bolivia        | 1 – 3   | Spania                                |
| -------------- | ------- | ------------------------------------- |
| E. Sánchez 67' | Cronica | Guardiola 19' (pen.) Caminero 66' 70' |

| Germania                     | 3 – 2   | Coreea de Sud                        |
| ---------------------------- | ------- | ------------------------------------ |
| Klinsmann 12' 37' Riedle 20' | Cronica | Hwang Sun-Hong 52' Hong Myung-Bo 63' |

### Grupa D
| Loc | Echipa    | M | V | E | Î | GM | GP | G   | Pct. |
| --- | --------- | - | - | - | - | -- | -- | --- | ---- |
| 1.  | Nigeria   | 3 | 2 | 0 | 1 | 6  | 2  | +4  | 6    |
| 2.  | Bulgaria  | 3 | 2 | 0 | 1 | 6  | 3  | +3  | 6    |
| 3.  | Argentina | 3 | 2 | 0 | 1 | 6  | 3  | +3  | 6    |
| 4.  | Grecia    | 3 | 0 | 0 | 3 | 0  | 10 | -10 | 0    |

| Argentina                                | 4 – 0   | Grecia |
| ---------------------------------------- | ------- | ------ |
| Batistuta 2' 45' 89' (pen.) Maradona 60' | Cronica |        |

| Nigeria                             | 3 – 0   | Bulgaria |
| ----------------------------------- | ------- | -------- |
| Yekini 21' Amokachi 43' Amuneke 55' | Cronica |          |

| Argentina        | 2 – 1   | Nigeria   |
| ---------------- | ------- | --------- |
| Caniggia 21' 28' | Cronica | Siasia 8' |

| Grecia | 0 – 4   | Bulgaria                                                  |
| ------ | ------- | --------------------------------------------------------- |
|        | Cronica | Stoichkov 5' (pen.) 55' (pen.) Letchkov 65' Borimirov 90' |

| Argentina | 0 – 2   | Bulgaria                  |
| --------- | ------- | ------------------------- |
|           | Cronica | Stoichkov 61' Sirakov 90' |

| Grecia | 0 – 2   | Nigeria                 |
| ------ | ------- | ----------------------- |
|        | Cronica | George 45' Amokachi 90' |

### Grupa E
| Loc | Echipa   | M | V | E | Î | GM | GP | G | Pct. |
| --- | -------- | - | - | - | - | -- | -- | - | ---- |
| 1.  | Mexic    | 3 | 1 | 1 | 1 | 3  | 3  | 0 | 4    |
| 2.  | Irlanda  | 3 | 1 | 1 | 1 | 2  | 2  | 0 | 4    |
| 3.  | Italia   | 3 | 1 | 1 | 1 | 2  | 2  | 0 | 4    |
| 4.  | Norvegia | 3 | 1 | 1 | 1 | 1  | 1  | 0 | 4    |

| Italia | 0 – 1   | Irlanda      |
| ------ | ------- | ------------ |
|        | Cronica | Houghton 11' |

| Norvegia   | 1 – 0   | Mexic |
| ---------- | ------- | ----- |
| Rekdal 84' | Cronica |       |

| Italia        | 1 – 0   | Norvegia |
| ------------- | ------- | -------- |
| D. Baggio 69' | Cronica |          |

| Mexic          | 2 – 1   | Irlanda      |
| -------------- | ------- | ------------ |
| García 42' 65' | Cronica | Aldridge 84' |

| Italia      | 1 – 1   | Mexic      |
| ----------- | ------- | ---------- |
| Massaro 48' | Cronica | Bernal 57' |

| Irlanda | 0 – 0   | Norvegia |
| ------- | ------- | -------- |
|         | Cronica |          |

### Grupa F
| Loc | Echipa         | M | V | E | Î | GM | GP | G  | Pct. |
| --- | -------------- | - | - | - | - | -- | -- | -- | ---- |
| 1.  | Țările de Jos  | 3 | 2 | 0 | 1 | 4  | 3  | +1 | 6    |
| 2.  | Arabia Saudită | 3 | 2 | 0 | 1 | 4  | 3  | +1 | 6    |
| 3.  | Belgia         | 3 | 2 | 0 | 1 | 2  | 1  | +1 | 6    |
| 4.  | Maroc          | 3 | 0 | 0 | 3 | 2  | 5  | -3 | 0    |

| Belgia      | 1 – 0   | Maroc |
| ----------- | ------- | ----- |
| Degryse 11' | Cronica |       |

| Țările de Jos        | 2 – 1   | Arabia Saudită |
| -------------------- | ------- | -------------- |
| Jonk 50' Taument 86' | Cronica | Amin 18'       |

| Arabia Saudită              | 2 – 1   | Maroc       |
| --------------------------- | ------- | ----------- |
| Al-Jaber 7' (pen.) Amin 45' | Cronica | Chaouch 68' |

| Belgia     | 1 – 0   | Țările de Jos |
| ---------- | ------- | ------------- |
| Albert 65' | Cronica |               |

| Belgia | 0 – 1   | Arabia Saudită |
| ------ | ------- | -------------- |
|        | Cronica | Al-Owairan 5'  |

| Maroc     | 1 – 2   | Țările de Jos        |
| --------- | ------- | -------------------- |
| Nader 47' | Cronica | Bergkamp 43' Roy 77' |

### Echipele de pe locul trei calificate în optimi
| Grupa | Echipa        | M | V | E | Î | GM | GP | DG | Pct |
| ----- | ------------- | - | - | - | - | -- | -- | -- | --- |
| D     | Argentina     | 3 | 2 | 0 | 1 | 6  | 3  | +3 | 6   |
| F     | Belgia        | 3 | 2 | 0 | 1 | 2  | 1  | +1 | 6   |
| A     | Statele Unite | 3 | 1 | 1 | 1 | 3  | 3  | 0  | 4   |
| E     | Italia        | 3 | 1 | 1 | 1 | 2  | 2  | 0  | 4   |
| B     | Rusia         | 3 | 1 | 0 | 2 | 7  | 6  | +1 | 3   |
| C     | Coreea de Sud | 3 | 0 | 2 | 1 | 4  | 5  | -1 | 2   |

## Faza eliminatorie
|  | Optimi                    | Optimi                     |                            |       | Sferturi de finală | Sferturi de finală |                     |                     | Semifinale | Semifinale |  |  | Finala | Finala |
|  |                           |                            |                            |       |                    |                    |                     |                     |            |            |  |  |        |        |
|  | 3 iulie - Pasadena        |                            |                            |       |                    |                    |                     |                     |            |            |  |  |        |        |
|  |                           |                            |                            |       |                    |                    |                     |                     |            |            |  |  |        |        |
|  | România                   | 3                          |                            |       |                    |                    |                     |                     |            |            |  |  |        |        |
|  | România                   | 3                          | 10 iulie - Stanford        |       |                    |                    |                     |                     |            |            |  |  |        |        |
|  | Argentina                 | 2                          |                            |       |                    |                    |                     |                     |            |            |  |  |        |        |
|  | Argentina                 | 2                          | România                    | 2 (4) |                    |                    |                     |                     |            |            |  |  |        |        |
|  | 3 iulie - Dallas          |                            | România                    | 2 (4) |                    |                    |                     |                     |            |            |  |  |        |        |
|  |                           | Suedia (p)                 | 2 (5)                      |       |                    |                    |                     |                     |            |            |  |  |        |        |
|  | Arabia Saudită            | Suedia (p)                 | 2 (5)                      | 1     |                    |                    |                     |                     |            |            |  |  |        |        |
|  | Arabia Saudită            |                            | 13 iulie - Pasadena        | 1     |                    |                    |                     |                     |            |            |  |  |        |        |
|  | Suedia                    | 3                          |                            |       |                    |                    |                     |                     |            |            |  |  |        |        |
|  | Suedia                    | 3                          | Suedia                     | 0     |                    |                    |                     |                     |            |            |  |  |        |        |
|  | 4 iulie - Stanford        |                            | Suedia                     | 0     |                    |                    |                     |                     |            |            |  |  |        |        |
|  |                           | Brazilia                   | 1                          |       |                    |                    |                     |                     |            |            |  |  |        |        |
|  | Brazilia                  | Brazilia                   | 1                          | 1     |                    |                    |                     |                     |            |            |  |  |        |        |
|  | Brazilia                  | 9 iulie - Dallas           |                            | 1     |                    |                    |                     |                     |            |            |  |  |        |        |
|  | Statele Unite             | 0                          |                            |       |                    |                    |                     |                     |            |            |  |  |        |        |
|  | Statele Unite             | 0                          | Brazilia                   | 3     |                    |                    |                     |                     |            |            |  |  |        |        |
|  | 4 iulie - Orlando         |                            | Brazilia                   | 3     |                    |                    |                     |                     |            |            |  |  |        |        |
|  |                           | Țările de Jos              | 2                          |       |                    |                    |                     |                     |            |            |  |  |        |        |
|  | Țările de Jos             | Țările de Jos              | 2                          | 2     |                    |                    |                     |                     |            |            |  |  |        |        |
|  | Țările de Jos             |                            | 17 iulie - Pasadena        | 2     |                    |                    |                     |                     |            |            |  |  |        |        |
|  | Irlanda                   | 0                          |                            |       |                    |                    |                     |                     |            |            |  |  |        |        |
|  | Irlanda                   | 0                          | Brazilia (p)               | 0 (3) |                    |                    |                     |                     |            |            |  |  |        |        |
|  | 2 iulie - Chicago         |                            | Brazilia (p)               | 0 (3) |                    |                    |                     |                     |            |            |  |  |        |        |
|  |                           | Italia                     | 0 (2)                      |       |                    |                    |                     |                     |            |            |  |  |        |        |
|  | Germania                  | Italia                     | 0 (2)                      | 3     |                    |                    |                     |                     |            |            |  |  |        |        |
|  | Germania                  | 10 iulie - East Rutherford |                            | 3     |                    |                    |                     |                     |            |            |  |  |        |        |
|  | Belgia                    | 2                          |                            |       |                    |                    |                     |                     |            |            |  |  |        |        |
|  | Belgia                    | 2                          | Germania                   | 1     |                    |                    |                     |                     |            |            |  |  |        |        |
|  | 5 iulie - East Rutherford |                            | Germania                   | 1     |                    |                    |                     |                     |            |            |  |  |        |        |
|  |                           | Bulgaria                   | 2                          |       |                    |                    |                     |                     |            |            |  |  |        |        |
|  | Mexic                     | Bulgaria                   | 2                          | 1 (1) |                    |                    |                     |                     |            |            |  |  |        |        |
|  | Mexic                     |                            | 13 iulie - East Rutherford | 1 (1) |                    |                    |                     |                     |            |            |  |  |        |        |
|  | Bulgaria (p)              | 1 (3)                      |                            |       |                    |                    |                     |                     |            |            |  |  |        |        |
|  | Bulgaria (p)              | 1 (3)                      | Bulgaria                   | 1     |                    |                    |                     |                     |            |            |  |  |        |        |
|  | 5 iulie - Foxborough      |                            | Bulgaria                   | 1     |                    |                    |                     |                     |            |            |  |  |        |        |
|  |                           | Italia                     | 2                          |       | Finala mică        | Finala mică        |                     |                     |            |            |  |  |        |        |
|  | Nigeria                   | Italia                     | 2                          | 1     | Finala mică        | Finala mică        |                     |                     |            |            |  |  |        |        |
|  | Nigeria                   | 9 iulie - Foxborough       | 9 iulie - Foxborough       | 1     |                    |                    | 16 iulie - Pasadena | 16 iulie - Pasadena |            |            |  |  |        |        |
|  | Italia (aet)              | 9 iulie - Foxborough       | 9 iulie - Foxborough       | 2     |                    |                    | 16 iulie - Pasadena | 16 iulie - Pasadena |            |            |  |  |        |        |
|  | Italia (aet)              | Italia                     | 2                          | 2     | Suedia             | 4                  |                     |                     |            |            |  |  |        |        |
|  | 2 iulie - Washington      | Italia                     | 2                          |       | Suedia             | 4                  |                     |                     |            |            |  |  |        |        |
|  |                           | Spania                     | 1                          |       | Bulgaria           | 0                  |                     |                     |            |            |  |  |        |        |
|  | Spania                    | Spania                     | 1                          | 3     | Bulgaria           | 0                  |                     |                     |            |            |  |  |        |        |
|  | Spania                    |                            |                            | 3     |                    |                    |                     |                     |            |            |  |  |        |        |
|  | Elveția                   | 0                          |                            |       |                    |                    |                     |                     |            |            |  |  |        |        |
|  | Elveția                   | 0                          |                            |       |                    |                    |                     |                     |            |            |  |  |        |        |

### Optimi
| Germania                     | 3 – 2   | Belgia             |
| ---------------------------- | ------- | ------------------ |
| Völler 6', 40' Klinsmann 11' | Cronica | Grün 8' Albert 90' |

| Spania                                             | 3 – 0   | Elveția |
| -------------------------------------------------- | ------- | ------- |
| Hierro 15' Luis Enrique 74' Begiristain 86' (pen.) | Cronica |         |

| Arabia Saudită   | 1 – 3   | Suedia                          |
| ---------------- | ------- | ------------------------------- |
| Al-Ghesheyan 85' | Cronica | Dahlin 6' K. Andersson 51', 88' |

| România                      | 3 – 2   | Argentina                      |
| ---------------------------- | ------- | ------------------------------ |
| Dumitrescu 11', 18' Hagi 58' | Cronica | Batistuta 16' (pen.) Balbo 75' |

| Țările de Jos         | 2 – 0   | Irlanda |
| --------------------- | ------- | ------- |
| Bergkamp 11' Jonk 41' | Cronica |         |

| Brazilia   | 1 – 0   | Statele Unite |
| ---------- | ------- | ------------- |
| Bebeto 72' | Cronica |               |

| Nigeria     | 1 – 2 (d.p..) | Italia                     |
| ----------- | ------------- | -------------------------- |
| Amuneke 25' | Cronica       | R. Baggio 88', 102' (pen.) |

| Mexic                                     | 1 – 1 (d.p..) (d.p.) | Bulgaria                                   |
| ----------------------------------------- | -------------------- | ------------------------------------------ |
| García Aspe 18' (pen.)                    | Cronica              | Stoichkov 6'                               |
| García Aspe · Bernal · Rodríguez · Suárez | 1 – 3                | Balakov · Guentchev · Borimirov · Letchkov |

### Sferturile
| Italia                      | 2 – 1   | Spania       |
| --------------------------- | ------- | ------------ |
| D. Baggio 25' R. Baggio 88' | Cronica | Caminero 58' |

| Țările de Jos           | 2 – 3   | Brazilia                          |
| ----------------------- | ------- | --------------------------------- |
| Bergkamp 64' Winter 76' | Cronica | Romário 53' Bebeto 63' Branco 81' |

| Bulgaria                   | 2 – 1   | Germania            |
| -------------------------- | ------- | ------------------- |
| Stoichkov 75' Letchkov 78' | Cronica | Matthäus 47' (pen.) |

| România                                                         | 2 – 2 (d.p..) (d.p.) | Suedia                                                         |
| --------------------------------------------------------------- | -------------------- | -------------------------------------------------------------- |
| Răducioiu 88', 101'                                             | Cronica              | Brolin 78' K. Andersson 115'                                   |
| Răducioiu · Hagi · Lupescu · Petrescu · Dumitrescu · Belodedici | 4 – 5                | Mild · K. Andersson · Brolin · Ingesson · R. Nilsson · Larsson |

### Semifinalele
| Bulgaria             | 1 – 2   | Italia             |
| -------------------- | ------- | ------------------ |
| Stoichkov 44' (pen.) | Cronica | R. Baggio 21', 25' |

| Suedia | 0 – 1   | Brazilia    |
| ------ | ------- | ----------- |
|        | Cronica | Romário 80' |

### Finala mică
| Suedia                                          | 4 – 0   | Bulgaria |
| ----------------------------------------------- | ------- | -------- |
| Brolin 8' Mild 30' Larsson 37' K. Andersson 40' | Cronica |          |

### Finala
| Brazilia                                 | 0 – 0 (d.p..) (d.p.) | Italia                                           |
| ---------------------------------------- | -------------------- | ------------------------------------------------ |
|                                          | Cronica              |                                                  |
| Márcio Santos · Romário · Branco · Dunga | 3 – 2                | Baresi · Albertini · Evani · Massaro · R. Baggio |

## Premii
| Gheata de aur                 | Balonul de aur | Premiul Iașin      | Trofeul FIFA Fair Play | Cea mai interesantă echipă |
| ----------------------------- | -------------- | ------------------ | ---------------------- | -------------------------- |
| Hristo Stoicikov Oleg Salenko | Romário        | Michel Preud'homme | Brazilia               | Brazilia                   |

### All-star team
All-star team este un lot ce constă din 11 cei mai buni jucători de la Campionatul Mondial de Fotbal 1994, selectați de Grupul de Studii Tehnice FIFA.
| Portar             | Fundași                              | Mijlocași                                          | Atacanți                                |
| ------------------ | ------------------------------------ | -------------------------------------------------- | --------------------------------------- |
| Michel Preud'homme | Jorginho Márcio Santos Paolo Maldini | Dunga Krassimir Balakov Gheorghe Hagi Tomas Brolin | Romário Hristo Stoicikov Roberto Baggio |

## Marcatori
6 goluri
- Hristo Stoicikov
- Oleg Salenko

5 goluri
- Romário
- Jürgen Klinsmann
- Roberto Baggio
- Kennet Andersson

4 goluri
- Gabriel Batistuta
- Florin Răducioiu
- Martin Dahlin

3 goluri
| - Bebeto - Dennis Bergkamp | - Gheorghe Hagi - José Luis Caminero | - Tomas Brolin |

2 goluri
| - Claudio Caniggia - Philippe Albert - Yordan Letchkov - Adolfo Valencia - Rudi Völler | - Dino Baggio - Hong Myung-Bo - Luis García - Wim Jonk - Daniel Amokachi | - Emmanuel Amuneke - Ilie Dumitrescu - Fuad Amin - Ion Andoni Goikoetxea - Adrian Knup |

1 gol
| - Abel Balbo - Diego Maradona - Marc Degryse - Georges Grün - Erwin Sánchez - Branco - Márcio Santos - Raí - Daniel Borimirov - Nasko Sirakov - David Embé - Roger Milla - François Omam-Biyik - Hernán Gaviria - John Harold Lozano - Lothar Matthäus - Karl-Heinz Riedle | - John Aldridge - Ray Houghton - Daniele Massaro - Hwang Sun-Hong - Seo Jung-Won - Mohammed Chaouch - Hassan Nader - Marcelino Bernal - Alberto García Aspe - Bryan Roy - Gaston Taument - Aron Winter - Finidi George - Samson Siasia - Rashidi Yekini - Kjetil Rekdal - Dan Petrescu | - Dmitri Radchenko - Fahad Al-Ghesheyan - Sami Al-Jaber - Saeed Al-Owairan - Txiki Beguiristain - Josep Guardiola - Fernando Hierro - Luis Enrique - Julio Salinas - Henrik Larsson - Roger Ljung - Håkan Mild - Georges Bregy - Stéphane Chapuisat - Alain Sutter - Earnie Stewart - Eric Wynalda |

Autogoluri
- Andrés Escobar (pentru SUA) (probabil motivul pentru care a fost ucis, pe 2 iulie 1994)